# Accumoli
Accumoli település Olaszországban, Lazio régióban, Rieti megyében. Lakosainak száma 522 fő (2023. január 1.). Accumoli Amatrice, Arquata del Tronto, Cittareale, Norcia és Valle Castellana községekkel határos.

## Népesség
A település népességének változása:
| Lakosok száma | 647  | 628  | 522  |
|               | 2017 | 2018 | 2023 |